# São Braz do Piauí
São Braz do Piauí là một đô thị thuộc bang Piauí, Brasil. Đô thị này có diện tích 604,081 km², dân số năm 2007 là 4317 người, mật độ 7,15 người/km².